# Afrodanskere
Afrodanskere (lejlighedsvis stavet afro-danskere) betegner danskere af afrikansk oprindelse. Ordet har ifølge Dansk Sprognævn været anvendt siden 1996. Det er dannet efter ordet afroamerikaner. Forstavelsen afro- bruges generelt om fænomener, der har tilknytning til Afrika, således anvendes også eksempelvis afroasiatisk og afrocubansk.
Ordet har i stigende grad vundet indpas i takt med, at tidligere gængse betegnelser som neger og sort er blevet mere kontroversielle, fordi mange opfatter ordene som nedsættende.
Institut for Menneskerettigheder udgav i 2017 en rapport, som belyste, at afrodanskere i en række tilfælde oplevede racediskrimination på det danske arbejdsmarked, i dagligdagen og gennem racistiske vittigheder.